# Mali Zdenci
Mali Zdenci – wieś w Chorwacji, w żupanii bielowarsko-bilogorskiej, w mieście Grubišno Polje. W 2011 roku liczyła 436 mieszkańców.